# كارلوس أوكاريز
كارلوس أوكاريز (مواليد 1971، كاراكاس) سياسي ومهندس فنزويلي. كان العمدة والنائب السابق لبلدية سوكري في شرق كاراكاس. أوكريز عضو في العدالة أولًا. في 22 فبراير 2012 أعلن أنه يعتزم الترشح لمنصب حاكم ولاية ميراندا بعد إعلان الحاكم هنريك كابريليس رادونسكي كمرشح المعارضة ضد الرئيس هوغو شافيز في انتخابات 2012 الرئاسية.